# Bainita

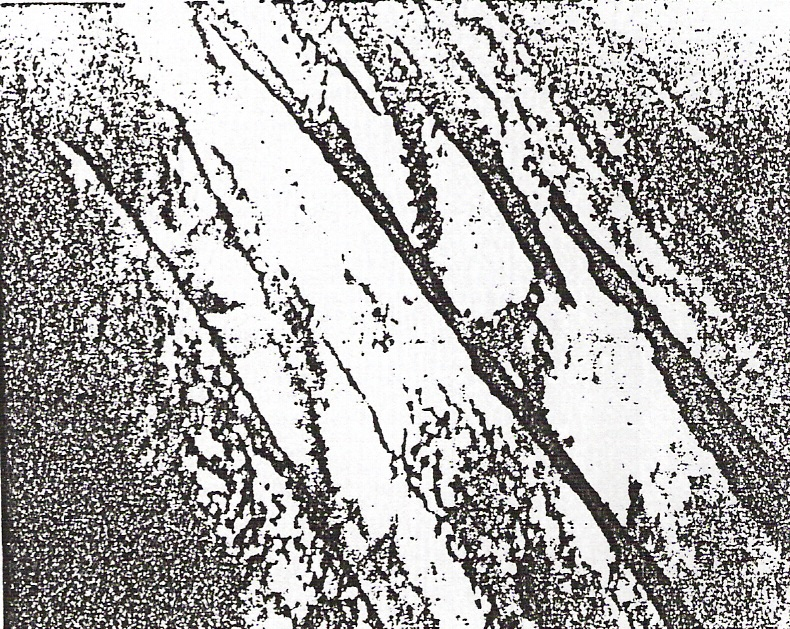
Estructura de la bainita mitjançant micrografia electrònica de rèplica. Una agulla de bainita va de la part inferior dreta al vèrtex superior esquerre i consisteix en partícules allargades de cementita dins d'una matriu de ferrita. La fase que envolta l'agulla bainita és la martensita.

La bainita és una barreja de fases de ferrita i cementita i en la seva formació intervenen processos de difusió. La bainita forma agulles o plaques, depenent de la temperatura de transformació. Els detalls microestructurals de la bainita són tan fins que la seva resolució només és possible mitjançant el microscopi electrònic. Està composta d'una matriu ferrítica i de partícules allargades de cementita. La fase que envolta les agulles és martensita, llevat que es faci un tractament isotèrmic fins a transformar tota l'austenita en bainita. La transformació de la bainita també depèn del temps i de la temperatura i es pot representar en un diagrama de transformació isotèrmica, a temperatures inferiors a les de formació de la perlita. En els tractaments isotèrmics realitzats entre 540º i 727 °C, es forma perlita i entre 215-540 °C, el producte de transició és la bainita. Les transformacions perlítica i bainita competeixen entre si i només una part d'un aliatge es pot transformar en perlita o en bainita. La transformació en un altre microconstituent només és possible tornant a escalfar-la fins a formar austenita. Però, a diferència de la perlita, la ferrita i la cementita no són presents en formes que depenen de l'aliatge i la temperatura de transformació.
La microestructura depèn de la temperatura i se'n distingeixen dues morfologies:
- Bainita superior: es forma en rangs de temperatura immediatament inferiors als de la perlita. Es compon d'agulles o bastons de ferrita amb cementita entre si.
- Bainita inferior: es forma a una temperatura de l'ordre de la martensita Ms (lleugerament superior).

Es produeix preferentment en transformacions isotèrmiques (austempering), encara que també pot fer-ho en refredament continu i correspon a una transformació intermèdia, entre la qual correspon a la perlita i la martensita.

## En acers

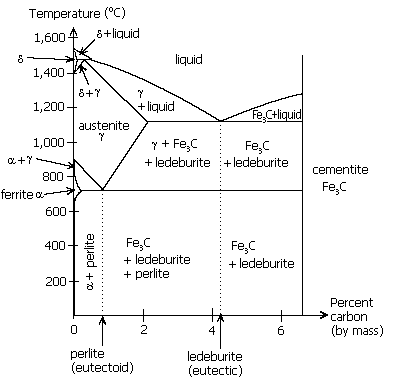
Ferro-carboni diagrama de fase, mostrant la temperatura i composició en el punt eutéctic, a la qual es pot formar la bainita.

Els acers bainítics són més durs i resistents que els perlítics perquè tenen una estructura més fina a base de partícules diminutes de cementita en una matriu ferrítica. És per això que exhibeixen una combinació interessant de resistència i ductilitat.

## Produint bainita
Per a la producció d'acer bainita, que resulta resistent a la fatiga i al desgast per rodolament i està exempt de carburs (molt durs, però poden ser fràgils). Hi ha múltiples mètodes:
- Laminar en calent l'acer amb aliables: 0,05-0,5% C, 1-3% Si o Al, 0,5-2,5% Mg i 0,25-2,5% Cr. El punt d'equilibri del ferro (juntament amb C i impureses, C equivalent), en l'austenita just abans de la formació de la martensita. Aquest acer és refrigerat de manera contínua a la temperatura de laminat, o bé a l'aire, o per refrigeració forçada.